# Česká Ves (Lesná)
Česká Ves (deutsch Böhmischdorf) ist eine Grundsiedlungseinheit der Gemeinde Lesná (Schönwald) in Tschechien. Das erloschene Dorf lag zweieinhalb Kilometer nordöstlich von Georgenberg nahe der deutschen Grenze und gehört zum Okres Tachov. 

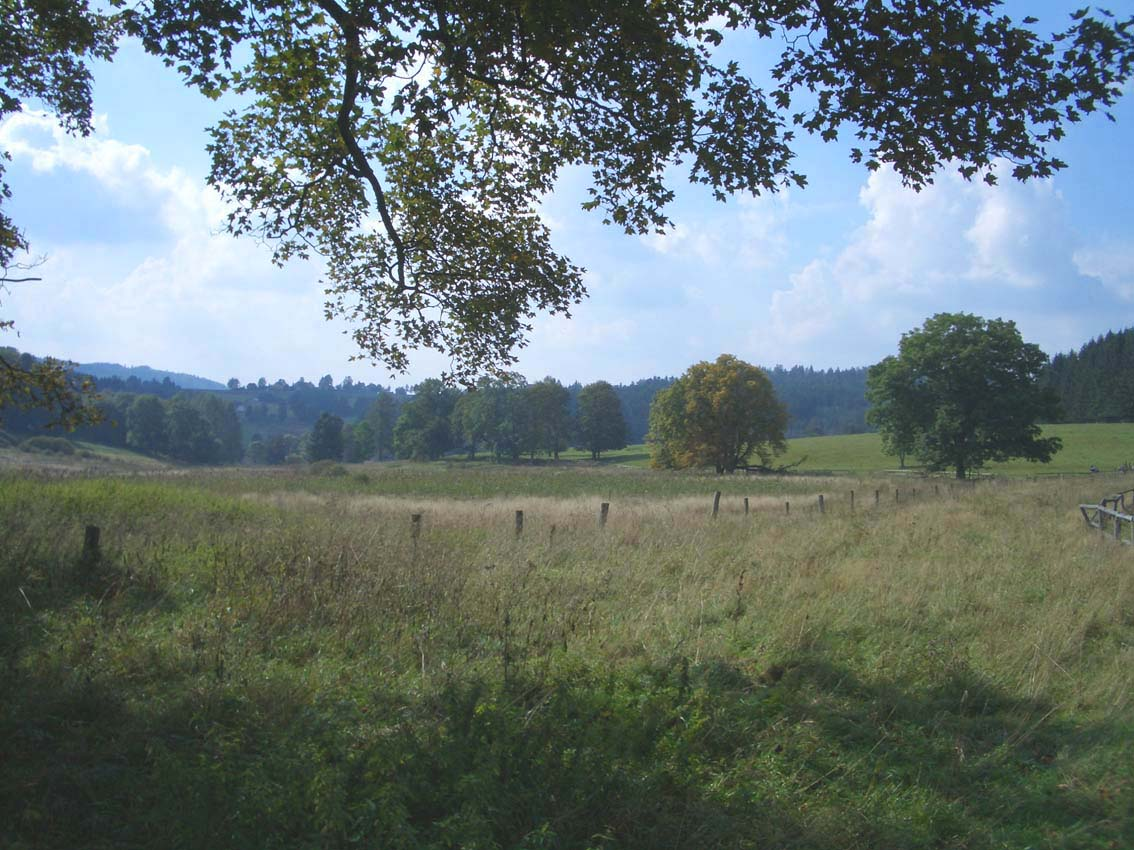
Blick von der Scharrerwiese über die Wüstung Česká Ves nach Südwesten

## Geographie
Česká Ves befand sich im Tal eines linken Zuflusses zum Celní potok (Zollbach) am Rande eines ausgedehnten Waldgebietes im böhmischen Teil des Oberpfälzer Waldes (Český les). Im Norden erhebt sich der Scharrerberg (678 m n.m.), nordöstlich der Huťský vrch (Hüttenberg, 701 m n.m.), der Seč (Hauberg, 773 m n.m.) und der Červený kopec (Hüttenberg, 695 m n.m.), im Osten der Štádlerův kopec (Stadlerberg, 772 m n.m.) und der Kňourek (Schweinberg, 729 m n.m), südwestlich der Kühtränkberg (750 m ü. NHN) und der Schleiderberg (695 m ü. NHN),  im Westen der Troidelberg (708 m ü. NHN) sowie nordwestlich der Hochried  (803 m ü. NHN), der Elisenberg (783 m ü. NHN) und der Kamenec (Steingeröll, 742 m n.m.).  Die Wüstung liegt in einer wegen dem Eisernen Vorhang auf tschechischer Seite vollständig abgesiedelten Gegend im Landschaftsschutzgebiet Český les.
Nachbarorte waren Josefovo Údolí (Josefsthal) und Zlatý Potok (Goldbach) im Norden, Stoupa (Alt Pocher) und Stará Knížecí Huť (Alt Fürstenhütte) im Nordosten,  Háje (Leierwinkel) im Osten, Jedlina (Neulosimthal) und Zadní Zahájí (Hinter Waldheim) im Südosten, Přední Zahájí (Vorder Waldheim),  Waldheim und Vorder-Waldheim im Süden, Schwanhof und České Nové Domky (Böhmisch Neuhäusl) im Südwesten, Neudorf im Westen sowie Gehenhammer im Nordwesten.

## Geschichte
Die erste urkundliche Erwähnung des Ortes geht auf das Jahr 1625 zurück. Obwohl Böhmischdorf damit die nach Waldheim älteste Ortschaft des Allodialgutes Waldheim und Zentrum eines Gebiets mit mehreren Ansiedlungen und Glasschleifereien war, ist der Ort nie wirklich aufgeblüht. Im Jahre 1685 wurde der Ort als Bömischen Torff und 1749 als Boeheimisches Dorf bezeichnet. Bei der Gründung der Expositur St. Christoph wurde das Dorf 1732 als eine der eingepfarrten Ortschaften aufgeführt; 1786 wurde es der neugegründeten Pfarrei Neulosimthal zugewiesen, wo auch der Schulunterricht stattfand. Im Jahre 1788 standen in Böhmischdorf 31 Häuser, wobei auch die in Altpocher, Josephsthal und Neuhäusl inbegriffen waren. 1811 veräußerte Franz Joseph Maximilian von Lobkowitz das Gut Waldheim an Marquard Kotz von Dobrz, der es zwei Jahre später an Ernst Freiherr von Malowetz und Kosoř verkaufte. 
Im Jahre 1835 bestand das im Pilsner Kreis gelegene Dorf Böhmischdorf mit den dazu konskribierten Einschichten Neuhäusel, Altpocher und Josephsthal aus 63 Häusern mit 622 deutschsprachigen Einwohnern. Haupterwerbsquellen waren die Arbeit in der herrschaftlichen Glashütte sowie den Schleif- und Polierwerken. Pfarrort war Neulosimthal. Bis zur Mitte des 19. Jahrhunderts blieb das Dorf dem Gut Waldheim untertänig, Besitzer waren die Freiherren von Malowetz und Kosoř.
Nach der Aufhebung der Patrimonialherrschaften bildete Böhmischdorf ab 1850 mit den Ortsteilen Altpocher, Neufürstenhütte und Neuhäusl eine Gemeinde im Bezirk und Gerichtsbezirk Tachau. Im Jahre 1869 hatte das Dorf 209 Einwohner und bestand aus 24 Häusern. 1873 wurde eine dreiklassige Volksschule eingerichtet, ab 1912 wurde sie vierklassig. Der tschechische Ortsname Česká Ves wurde seit 1885 verwendet. Im Jahre 1900 lebten in Böhmischdorf 197 Personen, 1910 waren es 195. Nach dem Zusammenbruch der k.k. Monarchie wurde die Gemeinde 1918 Teil der neu gebildeten Tschechoslowakei. Beim Zensus von 1921 lebten in den 80 Häusern der Gemeinde 669 Personen, davon 655 Deutsche. Diese verteilten sich wie folgt auf die Ortsteile: Böhmisch Neuhäusl (258 in 26 Häusern), Altpocher (184 in 23 Häusern), Böhmischdorf (168 in 24 Häusern) und Neu Fürstenhütte (59 in 7 Häusern). 1930 standen in Böhmischdorf 24 Häuser mit 125 Einwohnern; die Gemeinde hatte 624 Einwohner. Im Dorf gab es neun landwirtschaftliche Anwesen, das Gasthaus Scharrer, ein Kolonialwarengeschäft und eine Metzgerei. Die Bewohner lebten größtenteils von der Holzfällerei und Korbflechterei sowie von Steinmetzarbeiten. Einige Männer verdienten sich ihren Lebensunterhalt durch Hilfsarbeiten in den Flossenbürger Granitbrüchen. Nach dem Münchner Abkommen wurde Böhmischdorf im Oktober 1938 dem Deutschen Reich zugeschlagen und gehörte bis 1945 zum Landkreis Tachau. 1939 hatte die Gemeinde 599 Einwohner. Nach dem Ende des Zweiten Weltkrieges wurde Česká Ves wieder Teil der Tschechoslowakei. Die deutschböhmische Bevölkerung wurde 1946 enteignet und vertrieben und der Ort wegen seiner unmittelbaren Lage an der Grenze nicht wiederbesiedelt. Beim Zensus von 1950 bestand Česká Ves aus 24 Häusern, in denen lediglich eine Person lebte. Wegen der Errichtung des Eisernen Vorhang wurden zu Beginn der 1950er Jahre sämtliche Häuser auf Grund einer am 30. Juli 1948 erlassenen Verordnung des Innenministeriums der Tschechoslowakei abgerissen. Am 1. Juli 1952 erfolgte die Eingliederung nach Lesná, im selben Jahr wurde Česká Ves offiziell für erloschen erklärt.
Anstelle des Dorfes befinden sich heute Weideland sowie einige Mauerreste. Ein in den 1990er Jahren aus einem verbrochenen Keller geborgener Schmelzhafen, der wahrscheinlich als Krautfass nachgenutzt worden war, wurde dem Museum in Tachov übergeben.

## Ansiedlungen und Glasveredelungsbetriebe auf dem Gemeindegebiet
Böhmisch Neuhäusl
Altpocher
Neufürstenhütte
Josefsthal
Malowetzwerk
Anna Polier
Ernst Schleife
Neuwerk
Anna Schleife
Hütten Schleife

## Ortsgliederung
Die Grundsiedlungseinheit Česká Ves gehört zum Ortsteil Stará Knížecí Huť und bildet den Katastralbezirk Česká Ves u Lesné. Auf dem Gebiet liegen auch die Wüstungen České Nové Domky, Josefovo Údolí, Nová Knížecí Huť und Stoupa.